# Waldemar Lindh
Bernhard Wilhelm Waldemar Lindh, född 13 oktober 1840 i Mora socken, Kopparbergs län, död 11 april 1918 i Gävle, var en svensk företagsledare.
Lindh var disponent och verkställande direktör för Porterbryggeriaktiebolaget i Gävle 1877–1903. Han var även ledamot i centralstyrelsen för Gefleborgs Enskilda Bank från 1894 och kassadirektör och vice verkställande direktör där 1903–1911.